# カンカラ
カンカラは、欽ちゃん劇団出身で時代劇コントを中心として活動する日本の3人組のお笑いコントグループ。

## 概説
萩本欽一主宰の欽ちゃん劇団の劇団員で構成されている。チャンバラとアクロバットな動きを取り入れた時代劇コントをおこない、その題材はオリジナルのものから、赤穂浪士、安倍晴明、近藤勇まで様々である。ツッコミの入山 学（いりやま あきら）に対し、他の2人がボケという構図がほとんどである。とぼけた役柄の杉林 功（すぎばやし いさお）に対し、大柄な石田 武（いしだ たけし）と、個性的な面子がそろっている。ちなみにグループ名の由来は、「笑いは“感から”」。
デビュー当時から5人で活動していたが、メンバーで紅一点だった鈴樹志保が、結婚のために2007年4月に脱退。そして、2007年5月に松井天斗が脱退した。その後、入山と石田は所属していた欽ちゃん劇団を退団後、フリーに転向した（カンカラの活動は継続）。

## メンバー
- 入山 学（いりやま あきら） -  1973年8月29日生。B型。千葉県船橋市出身。
カンカラのリーダー。ツッコミを担当。現在は欽ちゃん劇団を退団、フリーに転向。後、2019年8月から(株)アワーソングスクリエイティブに所属。その後もカンカラのメンバーを継続している傍ら、舞台俳優としての活動も継続。2011年より、社団法人日本喜劇人協会理事に就任。
- 石田 武（いしだ たけし） -  1965年10月18日生。A型。熊本県牛深市（現天草市）出身。
カンカラでは主に過激な動きを機敏にこなすアクション俳優として活動。元ジャパン・アクション・クラブ15期生。現在は欽ちゃん劇団を退団、フリーに転向している（その後もカンカラのメンバーを継続）。2011年より、社団法人日本喜劇人協会理事に就任。
2009年2月に構成作家・清水東と共に劇団EASTONESを旗揚げ。そこの座長を務めている。
- 杉林 功（すぎばやし いさお） - 1971年5月24日生。O型。北海道札幌市中央区出身。北海道三笠高等学校卒業。
カンカラでは主に大ボケを担当。とぼけた役柄の演技を得意とする。現在も萩本企画の俳優として活躍。
以前｢かっぱ寿司｣のCMに出ていた事で、電波少年に毛が生えた 最後の聖戦の企画の一つに挑戦をしていた事がある。企画内容はかっぱ寿司のネタを自ら漁や野菜畑で手に入れ、それを食料として生活をするというもの。

## 元メンバー
- 鈴樹 志保（すずき しほ） - 1965年9月4日生。東京都新宿区出身。
メンバーの紅一点であった。2007年4月、結婚のため脱退。本人曰く、婚活に大成功して現在は院長夫人になっている。メンバー時代には、めちゃ×2イケてるッ!のワンコーナー「山奥〜豚の乱〜」に登場し、同番組のコーナーの中で尼さん役になっていた。
2011年1月26日に作家デビューを果たす。結婚に至るまでの経緯を書いた自身のブログの記事を纏めた『結婚革命 ダーリンを自宅で探す方法』という本をKKロングセラーズより出版。現在は（株）クィーンビーに所属。ドラマ「限界団地」「あなたの番です」など女優として活動している。
- 松井 天斗（まつい てんと） - 1972年2月23日生。AB型。群馬県邑楽郡大泉町出身。日活芸術学院俳優科卒業。
2006年5月に本名の松井智英から改名。芸名の由来は、自営業の実家の屋号が「松井テント」であるから。2007年5月に脱退。
水戸黄門第36部 - 第39部まで「おけらの新助」役でレギュラー出演を果たす。現在も萩本企画に所属している俳優として舞台等を中心に活動を続けている。

## 芸風
上記のように、主に時代劇をネタにしたコントである。刀はもちろんのこと、長椅子、野菜といった小道具が必ず登場し、それを用いた殺陣アクションによりリズミカルな動きで笑いを誘う事もある。

## 出演

### テレビ
- 爆笑オンエアバトル（NHK総合）戦績14勝4敗 最高513KB　ゴールドバトラー認定
- 番組史上初の5人組でのオンエアを獲得。オンエアは全て東京収録であり、地方大会では一度もオンエア出来なかった。歴代でも5人組でのゴールドバトラー獲得者は彼らと超新塾のみ。[注釈 1]
  - 第6回チャンピオン大会 セミファイナル8位敗退
  - 第7回チャンピオン大会 セミファイナル7位敗退
  - 第8回チャンピオン大会 セミファイナル7位敗退
- 第54回NHK紅白歌合戦（はなわ・テツandトモの応援）
- 笑いがいちばん（NHK総合）
- 笑点（日本テレビ）時々林家木久扇や桂歌丸などが演芸でカンカラと出演することもある。
- めちゃ×2イケてるッ!・山奥〜豚の乱〜（フジテレビ・鈴樹のみ）
- 電波少年に毛が生えた 最後の聖戦（日本テレビ・杉林のみ）
- ウルトラマンコスモス（TBS・入山のみ）※未放映
- U-CDTV（TBS）
- コメディー道中でござる（NHK総合）
- 登龍門F（フジテレビ）
- 水戸黄門、第36部・10話 - 第39部・最終回スペシャル（TBS・松井のみ）
- ものまねバトル（日本テレビ・不定期出演）
- 笑点Jr.（日テレプラス）「こいつは凄芸!そいつは頂!!」に年に1回のみ出演。
- 天うらら（NHK・松井のみ）
- 水戸黄門、第41部 第3話「過去を消した謎の女!・鎌倉」（TBS・杉林のみ）
- 歴旅Q　タイムトラベラー「江」（NHK）
- 仮面ライダーウィザード 第12・13話（テレビ朝日・杉林のみ）
- 限界団地 (テレビドラマ) - 麻生知恵（鈴樹のみ）
- わらたまドッカ〜ン（NHK Eテレ）

### CM
- 「かっぱ寿司」（カッパ・クリエイト株式会社、杉林のみ）
- 読売新聞ニュース&カルチャータイム

### カラオケアトラクション
- カンカラ in ゴーストルーム（カラオケ本舗 まねきねこの一部店舗で稼動）